# Kvaløya (Finnmark)
Kvaløya é uma ilha do condado de Finnmark, Noruega Setentrional, cujo território pertence aos municípios de Hammerfest e Kvalsund. A cidade de Hammerfest, com cerca de 7000 habitantes, fica na parte ocidental da ilha. A ilha está ligada à Noruega continental pela ponte de Kvalsund.

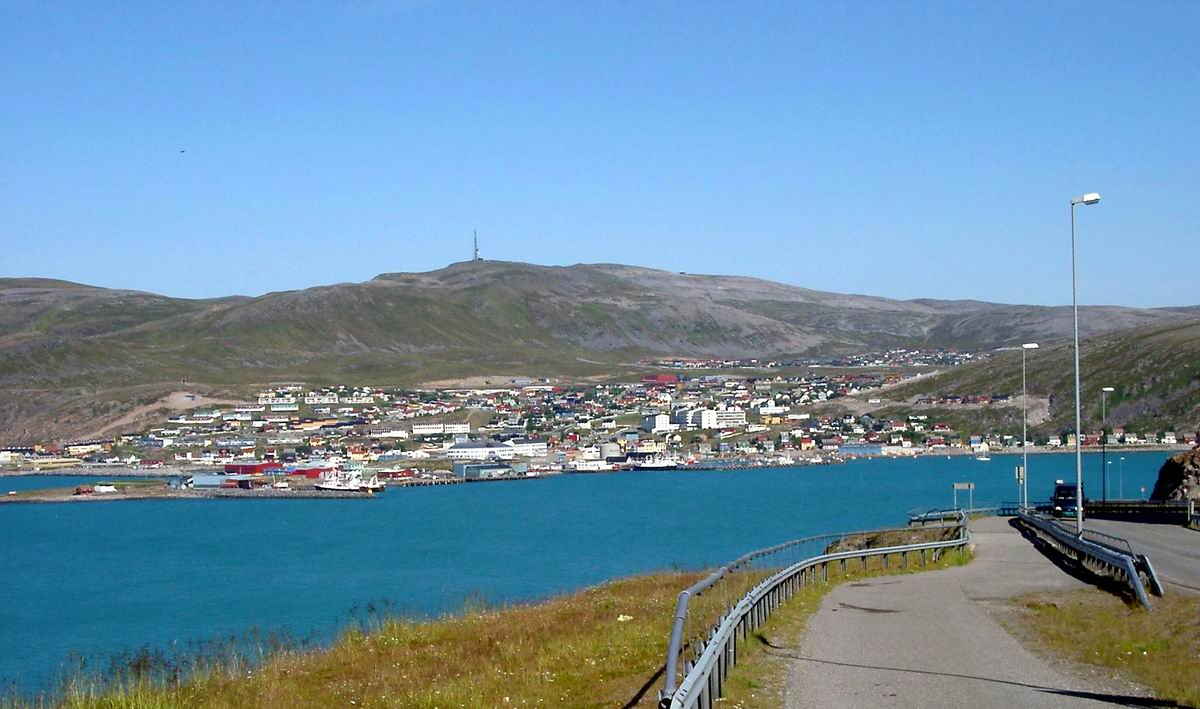
Hammerfest é a maior localidade da ilha de Kvaløya, Finnmark